# Józef Kostecki
Józef Kostecki  ( właściwie Józef Kostuch ) ur. 26 lutego 1922 w Krakowie, zm. 18 sierpnia 1980 w Warszawie – polski aktor. 

## Życiorys
W 1948 roku ukończył studia na Akademii Teatralnej w Warszawie. Znany z roli księcia Witolda w polskim filmie historycznym Krzyżacy.

## Wybrana filmografia
- 1949: Za wami pójdą inni
- 1955: Godziny nadziei
- 1955: Podhale w ogniu
- 1957: Eroica jako Żak (w 2 części)
- 1960: Krzyżacy jako wielki książę litewski Witold
- 1961: Ogniomistrz Kaleń jako kapitan Wierzbicki
- 1962: Na białym szlaku
- 1963: Yokmok
- 1968: Stawka większa niż życie jako kapitan Schneider w odc. 14 "Edyta"
- 1970: Wakacje z duchami jako Emil Pieterkiewicz, "niewidomy" organista, członek bandy (odc. 5-7)